# Chaenorhinum rubrifolium
Chaenorhinum rubrifolium là một loài thực vật có hoa trong họ Mã đề. Loài này được Augustin Pyramus de Candolle mô tả khoa học đầu tiên năm 1815 dưới danh pháp Linaria rubrifolia dựa theo mô tả trước đó của Louis Marc Antoine Robillard d'Argentelle và Jean Louis Martin Castagne. Năm 1869 Jules Pierre Fourreau chuyển nó sang chi Chaenorhinum.

## Phân bố
Loài này có tại khu vực ven Địa Trung Hải kéo dài tới miền bắc Somalia. Các quốc gia ghi nhận bao gồm Algérie, Tây Ban Nha (quần đảo Baleares), Pháp (gồm cả đảo Corse), Hy Lạp (gồm cả đảo Crete, các đảo Đông Aegean), Italia (gồm cả Sardinia), Maroc, Somalia, Tunisia, Thổ Nhĩ Kỳ.

## Phân loài
- C. rubrifolium subsp. formenterae (Gand.) R.Fern., 1971 (đồng nghĩa: C. formenterae Gand., 1901; Linaria rubrifolia subsp. formenterae (Gand.) O.Bolòs & Vigo, 1983): Quần đảo Baleares.[3]
- C. rubrifolium subsp. gerense (Stapf) D.A.Sutton, 1988 (đồng nghĩa: C. gerense (Stapf) Speta, 1980; Linaria gerensis Stapf, 1906): Từ tây nam Thổ Nhĩ Kỳ đến Pakistan và bán đảo Ả Rập. Các quốc gia ghi nhận có Cyprus, các quốc gia vùng vịnh, Iran, Iraq, Liban, Syria, Oman, Pakistan, Saudi Arabia, Transkavkaz, Thổ Nhĩ Kỳ.[4]
- C. rubrifolium subsp. raveyi (Boiss.) R.Fern., 1971 (đồng nghĩa: C. acutatum Pau, 1916; Linaria raveyi Boiss., 1838):[5]